# Lucile Desmoulins

Lucile Desmoulins, geborene Laridon-Duplessis, Porträt von Louis-Léopold Boilly, um 1790

Anne-Lucile-Philippe Desmoulins, geborene Laridon-Duplessis, (* 18. Januar 1770 in Paris; † 13. April 1794 in Paris) war eine französische Revolutionärin, Tagebuchschreiberin und Autorin während der Französischen Revolution, welcher die Verschwörung zur Befreiung ihres Mannes Camille Desmoulins und die Beteiligung an konterrevolutionären Aktivitäten vorgeworfen wurde und die dafür auf der Guillotine hingerichtet wurde.

## Leben
Anne-Lucile-Philippe Laridon-Duplessis war die Tochter von Claude-Etienne Laridon-Duplessis und Anne-Françoise-Marie Boisdeveix. Ihre wohlhabenden, bürgerlichen Eltern waren Patrioten und Revolutionäre und empfingen in ihrem Haus unter anderem Robespierre, Brissot, Danton und Desmoulins. Robespierre machte Lucile Anträge, doch sie gab Desmoulins den Vorzug, den sie 1783 bereits als Verehrer ihrer Mutter schätzengelernt hatte.
Obgleich ihr Vater dies zunächst vehement abgelehnt hatte, setzte sie sich durch und heiratete Camille Desmoulins am 29. Dezember 1790. Bei der Hochzeit in der Kirche St-Sulpice waren Robespierre, Brissot und Pétion de Villeneuve unter den Trauzeugen. Aus der Ehe ging ein Sohn, Horace Camille Desmoulins (* 6. Juni 1792; † im Juni 1825 in Haiti), hervor: Er gehörte zu den ersten Franzosen, deren Geburt beim neu eingerichteten bürgerlichen Standesamt registriert wurde. Robespierre war dessen Taufpate.
Vor der Hinrichtung ihres geliebten Mannes am 5. April 1794 schrieb Lucile Desmoulins Gnadenersuche an Robespierre, in denen sie auf deren Freundschaft hinwies. Während der Exekution wandte sie sich an das Volk und rief zum Aufstand gegen das Regime auf. Als Anführerin eines Komplotts gemeinsam mit General Dillon zur Befreiung ihres Mannes und zur Revolte in den Pariser Gefängnissen wurde sie der Verschwörung angeklagt, zum Tode verurteilt und am 13. April 1794 auf der Guillotine hingerichtet. Sie soll über ihr Urteil glücklich gewesen sein: „Sendet mich zu meinem Ehemann.“

## Würdigung
Georg Büchner machte sie zur Heldin seines Dramas Dantons Tod.
In Hilary Mantels Roman Brüder spielt Lucile Desmoulins ebenfalls eine entscheidende Rolle.
1978 entstand der TV-Film La passion de Camille et Lucile Desmoulins mit Claude Jade und Bernard Alane in den Hauptrollen.
Im Monumentalspielfilm Die Französische Revolution (1989) wurde Lucile Desmoulins von Marie Bunel verkörpert.